# Fukomys ilariae
{{#ifeq:0|0|{{#if:|{{#if:Fukomysilariae|[[]}}|}}}}
Fukomys ilariae — вид малого сліпака, який є ендемічним для Африканського Рогу. Голотип зберігається в Museo Civico di Zoologia в Римі і, ймовірно, походить з Бенадіру, першого ядра колонії Італійського Сомалі, заснованої на початку двадцятого століття. Вид присвячено італійській журналістці Іларії Альпі.